# Мост над Доброй
Мост над Доброй (хорв. Most Dobra) — бетонный балочный мост в Хорватии, в жупании Карловац над рекой Добра. Самый длинный мост на главной автомагистрали Хорватии A1 (Загреб — Задар — Сплит).

## Параметры
Мост расположен на участке шоссе Карловац — Босильево, по которому из Загреба следует трафик как на Задар и Сплит, так и на Риеку. Мост находится в 6 км западнее города Карловац.
Общая длина моста — 546 м, насчитывает 13 пролётов, основной пролёт имеет длину 70 м, прочие 12 пролётов от 28 до 35 м. Ширина моста — 21 м, по нему осуществляется 4-полосное движение, две полосы в каждом направлении.

## История
Работы по строительству моста стартовали в 1999 году, открытие моста состоялось в 2001 году. Стоимость работ составила 57 миллионов хорватских кун.

## Проезд
Поскольку автомагистраль A1 является платной, проезд на магистрали учитывается по числу машин, миновавших пункты оплаты. Согласно статистике, на участке трассы, в которую входит мост над Доброй, дневное движение в среднем за год составляет 21 699 автомобилей, дневное движение в среднем за лето — 43 188 машин.